# Livia Soprano
Livia Soprano je fiktivni lik iz HBO-ove televizijske serije Obitelj Soprano koju je glumila Nancy Marchand. Ona je majka Tonyja Soprana. Mlada Livia, koju glumi Laila Robins, kasnije Laurie J. Williams ponekad se vidi u prisjećanjima. David Chase je izjavio kako mu je glavna inspiracija za lik bila vlastita majka.

## Životopis
O Liviji se ponajviše doznaje iz priča njezina sina Tonyja. Opisuje se kao spletkarica i manipulatorica koja sve oko sebe čini jadnim, posebno svoju djecu, Tonyja, Barbaru (koja se davno odselila) i Janice. Carmeli je rekla kako će Tonyju ona s vremenom dosaditi. Čak je pokušala izmanipulirati svoga šurjaka, Juniora, da naredi ubojstvo svoga vlastitog sina nakon što ju je on smjestio u starački dom (ili, kako je on nastavio tvrditi, 'umirovljeničku zajednicu'), spomenuvši mu kako Tony viđa psihijatra, a kasnije kaže Junioru da je Tony izgledao kao njezin rođak Cakey nakon lobotomije, dodavši kako je njegova majka rekla kako bi bilo bolje da je Cakey umro nego nastavio tako živjeti (ovaj je razgovor uslijedio nakon večere u kući Sopranovih, kad je Tony došao za stol u svojem kućnom ogrtaču). Kasnije je otkriveno kako je FBI ozvučio Green Grove (Livijin starački dom), a snimke Livijine urote s Juniorom kasnije su prezentirane Tonyju.
Na temelju njezinih razgovora s Tonyjem, dr. Melfi je nagađala kako Livia možda pati od nekog oblika graničnog poremećaja osobnosti ili narcisoidnog poremećaja osobnosti.
Nakon druge sezone, planiran je zaplet prema kojem bi Livia bila pozvana na sud da svjedoči protiv vlastitog sina, tj. da iznese dokaze o ukradenim avionskim kartama koje joj je on dao, ali je Marchand umrla 2000. prije nego što je sve moglo biti snimljeno. Postojeći materijal i računalno generirane snimke korišteni su kako bi se stvorila posljednja scena s Tonyjem i Liviom u epizodi "Proshai, Livushka" prije nego što je njezin lik preminuo.
Livia je u nekoliko prisjećanja prikazivana i kao mlada žena, ali i spominjana, uglavnom od strane Tonyja koji je pokušavao razriješiti osjećaje prema njoj.

## Vanjske poveznice
- Profil Livije Soprano na hbo.com
- Livia Soprano u internetskoj bazi filmova IMDb-u